# Bocja szara
Bocja szara (Yasuhikotakia modesta) – gatunek słodkowodnej ryby karpiokształtnej z rodziny Botiidae. Często hodowany w akwariach. 

## Występowanie
Wietnam, Laos, Tajlandia i Kambodża.

## Opis
Pokojowo usposobione ryby, płochliwe, czasami bywają agresywne. Mogą być trzymane pojedynczo lub w grupie kilku osobników. Żywią się głównie ślimakami, które sprawnie wydobywają z muszli. Wydają trzeszczące dźwięki.
Dorastają do około 25 cm długości standardowej. W akwariach zwykle do 18 cm. Dymorfizm płciowy jest słabo zaznaczony.

## Warunki w akwarium
| Zalecane warunki w akwarium | Zalecane warunki w akwarium                        |
| --------------------------- | -------------------------------------------------- |
| Zbiornik                    | duży, gęsto obsadzony roślinami, wskazane kryjówki |
| Temperatura wody            | 22–28 °C                                           |
| Twardość wody               | miękka do średnio twardej 5–8°n                    |
| Skala pH                    | 6,0–7,0                                            |
| Pokarm                      | żywy i suchy                                       |